# Сладкий ноябрь (фильм, 2001)
«Сладкий ноябрь» (англ. Sweet November) — американская мелодрама 2001 года с участием Киану Ривза и Шарлиз Терон.
Фильм основан на ленте 1968 года, в основе которой была пьеса Хермана Раучера, и в которой главную роль исполняли актёры Энтони Ньюли и Сэнди Деннис.
Фильм устроил повторный роман на киноэкране (Ривза и Терон) после их предыдущего появления на киноэкране в качестве мужа и жены в мистической драме Тейлора Хэкфорда «Адвокат дьявола» (1997 года). Съёмки фильма проходили с 6 апреля по 13 июля 2000 года.
Из-за плохих отзывов критиков фильм был номинирован на приз «Золотая малина 2001» как «Худший ремейк или продолжение», а Ривз и Терон — как «Худший актёр» и «Худшая актриса» соответственно.

## Сюжет
Нельсон Мосс — типичный бизнесмен, рекламный агент, который жертвует личной жизнью ради карьеры. Он встречает Сару, не похожую ни на одну женщину, которую он встречал до этого момента. Их совершенно случайное знакомство продолжается ещё несколькими встречами по инициативе Сары. Немного странная, жизнерадостная и беззаботная, она меняет жизнь Нельсона. Девушка вырывает его из однообразного карьерного потока, показывая ему жизнь и то, как ей нужно радоваться.
Нельсон знакомится с друзьями Сары, очень неформатными, что приводит к развитию у него толерантности.
С каждым днём ноября, который они проводят вместе, Нельсон всё больше влюбляется в Сару, отказываясь ради неё от своей прежней скучной жизни и от своей карьеры. Он предлагает ей стать его женой. Друг Сары Чез замечает, что это не первый раз, когда «пациент» Сары (то есть мужчина, которого она вырывала из карьерного потока и возвращала к радости жизни) делает ей предложение, подразумевая, что у Сары было много «месяцев» (мужчин, с которыми она была на один месяц). Сара соглашается с Чезом, но отмечает, что это первый раз, когда ей хотелось сказать «да».
Нельсон узнаёт, что Сара умирает от рака. Поскольку для неё было бы невыносимо, если бы Нельсон увидел, как она умирает, Сара решает разорвать отношения с ним и просит Нельсона уйти. Идя навстречу просьбе Нельсона, Сара остается с ним ещё на один день. Утром с неожиданной холодностью она объявляет, что «их месяц закончился» и «они должны расстаться».
Прощаясь, Сара говорит: «Я хочу, чтобы ты запомнил меня сильной и прекрасной. Если ты запомнишь меня такой, то мне теперь ничего не страшно. Ты — мое бессмертие». Сара завязывает Нельсону глаза, целует его в последний раз и, оставив его стоять с завязанными глазами, уходит.
Когда Нельсон покидает место, где Сара его оставила, звучит песня Селесты Принц со словами: «Время пришло. Что было, то было. Время пришло расстаться. И уйти. В другое место, в другое время. Может быть, вращающееся вокруг какого-то другого Солнца».

## В ролях
| Актёр           | Роль             |
| --------------- | ---------------- |
| Киану Ривз      | Нельсон Мосс     |
| Шарлиз Терон    | Сара Дивер       |
| Джейсон Айзекс  | Чез              |
| Грег Германн    | Винс             |
| Лорен Грэм      | Анжелика         |
| Лиам Эйкен      | Эбнер            |
| Фрэнк Ланджелла | Эдгар Прайс      |
| Майкл Розенбаум | Брэндон / Брэнди |

## Саундтрек
| №   | Название                                      | Исполнитель              | Длительность |
| --- | --------------------------------------------- | ------------------------ | ------------ |
| 1.  | «Cellophane»                                  | Аманда Гост              | 3:33         |
| 2.  | «Only Time»                                   | Эния                     | 3:38         |
| 3.  | «Shame»                                       | BT                       | 3:21         |
| 4.  | «Touched by an Angel»                         | Стиви Никс               | 4:23         |
| 5.  | «The Consequences of Falling (Lenny B Remix)» | Кэтрин Дон Ланг          | 4:16         |
| 6.  | «Heart Door»                                  | Пола Коул и Долли Партон | 4:08         |
| 7.  | «My Number»                                   | Tegan and Sara           | 4:09         |
| 8.  | «Off The Hook»                                | Barenaked Ladies         | 4:34         |
| 9.  | «Rock DJ»                                     | Робби Уильямс            | 4:16         |
| 10. | «Baby Work Out»                               | Джеки Уилсон             | 3:00         |
| 11. | «You Deserve To Be Loved»                     | Tracy Dawn               | 5:02         |
| 12. | «Wherever You Are»                            | Селеста Принц            | 4:17         |
| 13. | «The Other Half Of Me»                        | Бобби Дарин              | 2:27         |
| 14. | «Calafia»                                     | Jump With Joey           | 5:25         |
| 15. | «Middle of the Night»                         | Рик Браун                | 4:25         |
| 16. | «Time After Time»                             | Киану Ривз               | 0:59         |

## Отзывы критиков
Шарлиз Терон, сыгравшая Сару Дивер, возлагала большие надежды на работу в этом фильме, отказавшись ради неё от главной роли в ленте «Пёрл-Харбор». Однако «Сладкий ноябрь» подвергся сокрушительной критике: рецензенты писали о надуманности сюжета, о невозможности поверить «ничему из того, что происходит на экране», об о отсутствии настоящего влечения между двумя главными героями. Терон была номинирована на премию «Золотая малина» за худшую женскую роль.